# Lijst van rijksmonumenten in Noordhorn
De plaats Noordhorn telt 9 inschrijvingen in het rijksmonumentenregister. Hieronder een overzicht. 
| Object | Oorspronkelijke functie? | Bouwjaar                                                                   | Architect                                           | Locatie           | Coördinaten?                  | Nr.?   | Afbeelding                                                                                         |
| --- | ------------------------ | -------------------------------------------------------------------------- | --------------------------------------------------- | ----------------- | ----------------------------- | ------ | -------------------------------------------------------------------------------------------------- |
| Pand met omlijste ingang onder schilddak met hoekschoorstenen                                                   | Woonhuis                 |                                                                            |                                                     | Langestraat 43    | 53° 15' 37" NB, 6° 23' 43" OL | 41083  | Meer afbeeldingen                                                                                  |
| Zeven traveeën breed pand onder schilddak met hoekschoorstenen                                                  | Woonhuis                 | 1850-1900                                                                  |                                                     | Langestraat 36    | 53° 15' 38" NB, 6° 23' 42" OL | 41084  | Meer afbeeldingen                                                                                  |
| De Gouden Leeuw                                                                                                 | Werk-woonhuis            | 18e eeuw                                                                   |                                                     | Langestraat 48    | 53° 15' 41" NB, 6° 23' 40" OL | 41085  | Meer afbeeldingen                                                                                  |
| Doopsgezinde kerk                                                                                               | Kerk en kerkonderdeel    | 1838                                                                       |                                                     | Langestraat 62    | 53° 15' 43" NB, 6° 23' 39" OL | 41086  | Meer afbeeldingen                                                                                  |
| Pand met omlijste ingang onder schilddak met hoekschoorstenen met borden                                        | Woonhuis                 | 1850-1900                                                                  |                                                     | Rijksstraatweg 8  | 53° 15' 21" NB, 6° 23' 57" OL | 41087  | Meer afbeeldingen                                                                                  |
| Pand met een deel onder zadeldak tegen halsgevel en een haaks daarop staande vleugel onder aansluitend zadeldak | Woonhuis                 |                                                                            |                                                     | Schippersstraat 2 | 53° 15' 33" NB, 6° 23' 44" OL | 41088  | Meer afbeeldingen                                                                                  |
| Hervormde kerk met toren                                                                                        | Kerk en kerkonderdeel    | verm. 13e eeuw verm. 14e eeuw (toren) waarsch. 18e eeuw (beklamping toren) |                                                     | Torenstraat 1     | 53° 15' 40" NB, 6° 23' 45" OL | 41089  | Meer afbeeldingen                                                                                  |
| De Fortuin (De Specht)                                                                                          | Koren- en pelmolen       | 1890 1951 (herst.) 1962 (herst.) 1983 (rest.) 1998 (rest.)                 | M. Noordewier Chr. Bremer (1951) H. Streuper (1962) | Schipperstraat 2a | 53° 15' 33" NB, 6° 23' 45" OL | 41090  | Meer afbeeldingen                                                                                  |
| Woonhuis in Overgangsarchitectuur met Chalet- en Art Nouveaustijl-elementen met aangebouwde schuur              | Woonhuis                 | 1911 1951 (verb. schuur)                                                   | K. Siekman                                          | Langestraat 17    | 53° 15' 30" NB, 6° 23' 50" OL | 516309 | Woonhuis in Overgangsarchitectuur met Chalet- en Art Nouveaustijl-elementen met aangebouwde schuur |